# Nadine Zaddam
Nadine Zaddam (auch: Nadine Leopold; * 24. Februar 1982) ist eine deutsche Synchronsprecherin und Schauspielerin.

## Leben
Nadine Zaddam studierte bis 2005 Schauspiel in München. Seit 2008 ist sie regelmäßig als Synchronsprecherin tätig. In dieser Funktion sprach sie mehr als 300 Synchronrollen ein. 2016 war sie in der Serie Rote Rosen als Melanie Bachmann zu sehen.
Zaddams Stimme wird seit den frühen 2010er-Jahren von Google zur deutschsprachigen Sprachsynthese genutzt, wo sie unter anderem in Google Assistant, Google Maps und weiteren Produkten des Konzerns zum Einsatz kommt.

## Filmografie (Auswahl)

### Schauspielerin
- 2016: Rote Rosen (Fernsehserie, 10 Folgen)

### Synchronrollen (Auswahl)

#### Filme
- 2013: Das ist das Ende: Mindy Kaling als Mindy Kaling
- 2013: Alles eine Frage der Zeit: Margot Robbie als Charlotte
- 2014: Sex Tape: Melissa Paulo als Rosie
- 2014: Jarhead 2 – Zurück in die Hölle: Ralitsa Paskaleva als Heather
- 2014: The Amazing Spider-Man 2: Rise of Electro: Felicity Jones als Felicia
- 2015: Gänsehaut: Amanda Lund als Officer Brooks
- 2018: The Nun: Charlotte Hope als Schwester Victoria

#### Serien
- 2010–2016: Rizzoli & Isles: Tina Huang als Susie Chang
- 2011–2014: Borgia: Laura Fedorowycz als Silvia Ruffini
- 2012: Common Law: Indigo als Rozelle
- 2012–2013: Grey’s Anatomy: Tina Majorino als Dr. Heather Brooks
- 2012–2013: Guys with Kids: Tempestt Bledsoe als Marny
- 2012–2018: Salamander: Violet Braeckman als Sofie Gerardi
- 2012–2019: Veep – Die Vizepräsidentin: Sufe Bradshaw als Sue Wilson
- 2013: Teen Wolf: Felisha Terrell als Kali
- 2013–2016: Banshee – Small Town. Big Secrets.: Lili Simmons als Rebecca Bowman
- 2013–2017: Peaky Blinders – Gangs of Birmingham: Natasha O’Keeffe als Lizzie Stark
- 2014: Winx Club als Selina
- 2014: Father Brown: Kasia Koleczek als Susie Jasinski
- 2013–2017: Reign: Adelaide Kane als Mary Stewart
- 2014–2017: Black Sails: Lise Slabber als Idelle
- 2014–2017: Red Oaks: Alexandra Socha als Skye Getty
- 2014–2016: Penny Dreadful: Billie Piper als Brona Croft
- 2015–2016: Sleepy Hollow: Jessica Camacho als Sophie Foster
- 2015–2017: Supergirl: Briana Venskus als Agent Vasquez
- 2015–2017: Rosewood: Gabrielle Dennis als Pippy Rosewood
- 2015–2018: Quantico: Priyanka Chopra als Alex Parrish
- 2015–2019: Crazy Ex-Girlfriend: Rachel Bloom als Rebecca Bunch
- 2016–2023: Billions: Condola Rashād als Kate Sacker
- 2017–2022: The Good Fight: Sarah Steele als Marissa Gold